# Microsoft SharePoint Workspace
O Microsoft SharePoint Workspace, anteriormente chamado de Microsoft Office Groove, é um software da Microsoft.
Constitui-se em um programa de colaboração que coordena equipes de trabalho em atividade em um projeto, permitindo-lhes compartilhar informações em qualquer lugar e a qualquer momento. Com isso, o software pretende economizar tempo, aumentar a produtividade e a qualidade.
O Office Groove 2007 facilita a colaboração em equipe, independentemente de sua localização, fuso horário ou horário de trabalho. Os espaços de trabalho de colaboração do Groove 2007 reúnem pessoas, ferramentas e dados em um só lugar, para que você e os membros de sua equipe tenham acesso a tudo, diretamente de suas áreas de trabalho. E vocês se mantêm sincronizados automaticamente. 
O Office Groove foi disponibilizado a partir do Ms Office 2007. Ele é encontrado nas versões Home, Professional, Enterprise e Blue Edition. 